# Domiki
Domiki (del ruso: Домики) es un jútor del ókrug urbano de Goriachi Kliuch del krai de Krasnodar, en las estribaciones noroccidentales del Cáucaso, en Rusia. Está situado en la cabecera del río Shirokaya Balka, tributario del río Pshish, afluente del río Kubán, 26 km al sudeste de Goriachi Kliuch, y 69 km al sureste de Krasnodar. Tenía 23 habitantes en 2010.
Pertenece al municipio Kutaiski.